# Lew Morrison
Henry Lewis Morrison (Gainsborough, 11 febbraio 1948 – 15 luglio 2023) è stato un hockeista su ghiaccio canadese.
Nel corso della carriera militò nella National Hockey League.

## Carriera
Morrison giocò a livello giovanile per un anno nella WCJHL con i Flin Flon Bombers, squadra nella quale militava anche il futuro compagno di squadra Bobby Clarke. Dopo una stagione positiva con 57 punti in 71 partite giocate fu scelto durante l'NHL Amateur Draft 1968 in ottava posizione assoluta dai Philadelphia Flyers.
Debuttò da professionista nella stagione 1968-69 in American Hockey League con i Quebec Aces, arrivando fino alla finale della Calder Cup. Dall'anno successivo entrò a far parte della prima squadra esordendo in NHL con la maglia dei Flyers. La prima stagione fu la migliore della carriera con 19 punti in 66 gare di stagione regolare. A Philadelphia emerse soprattutto per le sue doti difensive, e fu spesso impiegato nelle situazioni di inferiorità numerica.
In occasione dell'NHL Expansion Draft 1972 fu selezionato dagli Atlanta Flames, formazione con cui rimase per due anni mettendo a segno il primo assist nella storia della franchigia contro i New York Islanders. Nel 1974 Morrison fu chiamato nuovamente durante un Expansion Draft dai Washington Capitals.
Nel mese di dicembre dello stesso anno lasciò Washington trasferendosi ai Pittsburgh Penguins. Morrison si ritirò al termine della stagione 1977-78 dopo aver disputato la maggior parte dell'anno in AHL con i Binghamton Dusters.